# Molos-Aghios Konstantinos
Molos-Aghios Konstantinos (tiếng Hy Lạp: ?) là một khu tự quản ở vùng Trung Hy Lạp, Hy Lạp. Khu tự quản Molos-Aghios Konstantinos có diện tích 337 km², dân số theo điều tra ngày 18 tháng 3 năm 2001 là 13932 người.